# Kim anh mảnh
Kim anh mảnh (danh pháp khoa học: Ixeris gracilis) là một loài thực vật có hoa trong họ Cúc. Loài này được (DC.) Stebbins mô tả khoa học đầu tiên năm 1937.